# Манастир Рајиновац
Манастир Рајиновац се налази у Бегаљици, надомак Гроцке. Црква манастира посвећена је Рођењу Богородице (Малој Госпојини), убраја се у споменике културе од великог значаја. Манастир припада Архиепископији београдско-карловачкој Српске православне цркве.

## Историја
Први пут се помиње у турском попису у 16. веку, тачније 1528. године као манастир Свети Рајко.
Првобитна манастирска црква није сачувана, и од тог периода више пута је рушена и обнављана. Године 1723. извесни Стојан трговац из Будима је оставио тестаментом манастиру Рајиновцу 6 ф. Игуман раковички Висарион је такође у свом тестаменту из 1730. године поменуо манастир. Тестаментом из 1724. године и београдски трговац Стојан Кузмановић оставља Рајиновцу прилог. Пописом Београдске митрополије из 1732. године, црква се описује као брвнара.
Прва опсежна обнова манастира предузета је 1793. године трудом оберкнеза Стевана Андрејића Палалије, када настаје црква као једнобродна грађевина, која је сачувана до данас. Путописац Јоаким Вујић је 1827. године преписао манастирски запис који се односи на 1793. годину. Поред кнеза Стефана Дмитра Стефановића била је то велика заслуга и архимандрита Герасима Студеничанина и јеромонаха Мелетија. У Београду су се током аустријско-турског рата налазили избегли калуђери из Студенице, и они су обновили манастир Рајиновац, при чему је јеромонах Герасим (или Василије?) остао да живи у том манастиру.
Манастир се не помиње између 1836-1839. године. Друга велика обнова трајала је од 1833. године до 1839. године, када је по одлуци кнеза Милоша скупљан прилог за обнову. Преправкама вршеним 1920. године, битно је измењен изглед црквене грађевине, тако да је срушена припрата и оба кубета, зазидан јужни зид и дозидани потпорни зидови са јужне и северне стране.

## Летопис манастирски
Године 1791. донете су у манастир мошти Св. Стевана Првовенчаног, који су калуђери понели желећи да их заштите од турског скрнављења. Стигле су из манастира Војловице и наставиле свој пут до манастира Студенице.
За време аустријске управе у Србији 1717-1739. године помиње се манастирска школа у Рајиновцу.
Помиње се 1867. године традиционални народни сабор код манастира о црквеном празнику Мала Госпојина. манастирску нурију (парохију) чинила су 1864. године околна места: Умчари (са 130 домова), Дражањ (67), Бегаљица (115), Пударци (67) и Камен до (са 55). Укупно је пописано тада у парохији 434 православне куће. Три околна села, Бегарица, Подарач и Камендол су 1893. године тражила од Народне скупштине да потпадну под манастирску парохију. Године 1864. манастир је имао готовину од 11.090 гроша и 4 паре.
Манастир Рајиновац је 1898. године године имао статус: "манастир III реда". Старешина је био јеромонах Јероним, а од калуђера је ту само још јеромонах Симеун. Претходне 1897. године игуман је био отац Мелентије, познат по бављењу воћарством и калемарством. Манастир има богато имање са шумом, воћњаком, сточним благом. Калуђери су са пушкама чували имање од узурпатора. Године 1915. је један младић био убијен током незаконите сече манастирског луга.
Када је 1912. године објављен Први балкански рат, старешина манастира архимандрит Мирон Јанковић је добровољно мобилисан. Постао је војни свештеник; протојереј Дунавске дивизије. Са том дивизијом другог позива је прво био на Куманову, па Косову да би стигао под Једрене. У манастиру су ратне 1915. године остали калуђери Јанићије и Пајсије.
У манастиру је августа 2019. сахрањен Гордан Михић. Игуманија манастира до 27. августа 2019. била је Минодора Томић.

## Архитектура
Манастирска црква је издужена грађевина са једним бродом са једном широком полукружном олтарском апсидом на источној страни и две бочне певнице. Зидана је од ломљеног и тесаног камена кречњака и пешчара. Пошто су зидови старијег дела цркве (наоса) напукли, споља су изграђени контрафори који подупиру јужну и северну фасаду. Унутрашњост цркве подељена је на четири травеја помоћу плитких пиластера.

## Иконостас
Иконостас је новије израде, донет је из капеле Војне болнице у Београду, 1952. године. Једноставан по конструктивном склопу и облику декоративни елементи рађени су у духу неокласицизма. Његове делове чине иконе настале у различитим периодима и различитих сликарских квалитета. Један део икона је настао у 19. веку, док је већи део настао крајем 19. и почетком 20. века.
У оквиру манастирског комплекса налазе се и мања звонара, нови конак, чесма и гроб кнеза Стевана Андрејића Палалије и његовог сина Ристе. Обор-кнез бегаљички Палалија, који је обновио манастирску богомољу, посекли су Турци већ 1804. године, током "Сече кнезова". Спомен-плочу му је поставио на источни спољни зид храма 1804. године извесни Мија Јанковић.
Помиње се почетком 20. века икона "Вазнесење Христово" (са потписом) коју је насликао 1885. године сликар Милан Стефановић. Икона Пресвете Богородице Рајиновачке помаже женама нероткињама да постану бремените.